# Daws Butler
Charles Dawson "Daws" Butler (Toledo, 16 de novembre de 1916 - Culver City, 18 de maig de 1988) va ser un actor de doblatge estatunidenc. Va fer la veu de diversos personatges famosos de dibuixos animats com l'Ós Yogi i Huckleberry Hound.

## Biografia
Un dels seus primers treballs va ser la veu de Snap, un dels follets del cereal Rice Krispies. El seu primer èxit, però, va ser a mitjans dels anys 40 amb MGM. Tex Avery va contractar a Butler per treballar com a narrador en diversos dels seus dibuixos animats. En alguns feia la veu d'un llop que parlava amb un accent meridional i sempre xiulava. Mentre estava en MGM, Avery va voler que Butler fes la veu de Droopy, un personatge que Bill Thompson interpretava. Butler va fer la veu en alguns dibuixos animats, però després li va dir a Avery sobre un altre actor anomenat Don Messick. Messick ràpidament es va convertir en una reconeguda veu dins dels dibuixos animats.
En 1949 Butler va treballar en un programa de televisió protagonitzat per titelles titulat Time for Beany, el programa va ser creat pel director de Warner Brothers Bob Clampett. Butler-qui en aquest temps tenia 33 anys-va treballar al costat del jove Stan Freberg, i junts van fer totes les veus del programa. Butler va interpretar a Beany Boy i Captain Huffenpuff. Freberg a Cecil i Dishonest John. Els escriptors del programa, Charles Shows i Lloyd Turner, van haver l'èxit d'aquest a la feina dels actors de veu.  Time for Beany va durar des de 1949 a 1954 i va guanyar diversos premis Emmy. Va ser la base per a la sèrie animada Beany and Cecil.
Després de dedicar a fer comercials de televisió, Butler va treballar donant la veu a diversos personatges de la sèrie animada de Walter Lantz L'Ocell Boig. El seu personatge més famós en aquesta sèrie va ser el pingüí "Chilly Willy", i el seu company Smedley. En els anys 50, Stan Freberg va demanar ajuda a Butler per escriure obres humorístiques en els seus àlbums de Capitol Records. La seva primera col·laboració, "St George and the Dragon-Net" (basada en Dragnet), va ser la primera comèdia a vendre més d'un milió de còpies. Freberg es dedicava a fer paròdies de cançons, i al costat de Daws Butler escrivia i protagonitzava les escenes còmiques. Butler va tornar a treballar al costat de Freberg i l'actriu June Foray en una sèrie radial, The Stan Freberg Show, que va ser emesa entre juliol i octubre de 1957 per l'estació radial de la CBS.
En 1957 Hanna-Barbera va deixar MGM. Daws Butler i Don Messick generalment treballaven junts quan havien de gravar veus. La seva primera sèrie, The Ruff & Reddy Show, va ser l'inici d'una dupla que va seguir treballant fins als anys 60.
Durant els anys 1957 i 1965, Daws Butler va fer la veu dels següents personatges, entre d'altres:
- Reddy
- Huckleberry Hound
- Ós Yogi
- Lleó Melquíades
- Tir Boig McGraw
- Pepe Tro
- Loopy de Loop
- Dixie
- Jinks
- Super Fisgón i Despistat
- Fibber Fox
- Fill de Aesop (en el segment "Aesop and Són" de The Rocky and Bullwinkle Show)
- Pilón (personatge de Popeye)
- Canito
- Llop hoquei
- Llangardaix Juancho
- Alfie Gator
- Pepe Pótamo
- Leoncio
- Cometín Sònic
- Senyor Júpiter
- Captain Skyhook
- Rock Slag
- Big Gruesome
- Xarxa Max
- Sgt Blast
- Peter Perfect
- Ruffus Ruffcut
- Scooby-Ximple
- Bingo

Butler va fer la veu d'aquests personatges durant diverses dècades, tant en els programes de televisió com en els comercials. La mascota del cereal Cap'n Crunch es va convertir en una icona de la televisió de dissabtes al matí a causa dels comercials produïts per Jay Ward. Butler va fer la veu entre els anys 60 i 80. Per això es va basar en l'actor Charlie Butterworth (qui també va ser la seva inspiració per Tir Boig McGraw). Durant els anys 70 va ser la veu de "Hair Bear" i diversos altres personatges menors de la sèrie CB Bears. En Les actuacions bojos Butler li va lliurar la veu a diversos corredors. En Les olimpíades del riure, Butler va treballar pràcticament amb tots els membres de l'equip de Yogi.
Per les seves caracteritzacions, Butler es va basar en diverses celebritats de l'època. La veu de l'Ós Yogi al principi estava basada en Art Carney (aquest tipus de veu va ser utilitzada per Butler en diversos treballs dirigits per Robert McKimson i la comèdia de Stan Freberg "The Honey-Earthers"). No obstant això, el personatge va ser adquirint major originalitat amb el passar dels anys. El Llop hoquei tenia una veu similar a la de Phil Silvers, i el Lleó Melquíades a la de Bert Lahr. Novament, Butler va ser afegint trets característics per a cada personatge.
Quan Mel Blanc s'estava recuperant d'un accident automobilístic, Butler ho va reemplaçar fent la veu de Pau Marbre en quatre episodis de Els Picapedra. Sense tenir en compte a Els supersònics, Butler no es va mantenir molt actiu durant els anys 70 i 80. El 1975, Butler va començar un taller on va educar a diversos actors de veu com Nancy Cartwright ( Els Simpson), Corey Burton (Disney) i Joe Bevilacqua (NPR).
El mateix any de la seva mort, va ser estrenada The Good, the Bad, and Huckleberry Hound, pel·lícula protagonitzada per diversos personatges clàssics de Hanna-Barbera.
Daws Butler va morir d'un atac cardíac el 18 de maig de 1988, a l'edat de 71 anys. Daws Butler va ser sepultat en el cementiri Holy Cross en Culver City, Califòrnia. Greg Burson, qui va estudiar amb Butler durant diversos anys, es va fer càrrec de gran part dels personatges després de la seva mort.